# Каппа-Уайт
Каппа-Уайт (Каппах-Уайт; англ. Cappawhite; ирл. An Cheapach) — деревня в Ирландии, находится в графстве Южный Типперэри (провинция Манстер).

## Демография
Население — 328 человек (по переписи 2006 года). В 2002 году население составляло 340 человек.
Данные переписи 2006 года:
| Общие демографические показатели |               |                               |                               |      |      |
| Всё население                    | Всё население | Изменения населения 2002—2006 | Изменения населения 2002—2006 | 2006 | 2006 |
| 2002                             | 2006          | чел.                          | %                             | муж. | жен. |
| 340                              | 328           | -12                           | -3,5                          | 153  | 175  |